# Aphnaeus seydeli
Aphnaeus seydeli är en fjärilsart som beskrevs av Berger 1953. Aphnaeus seydeli ingår i släktet Aphnaeus och familjen juvelvingar. Inga underarter finns listade i Catalogue of Life.